# Amnestiewet (Suriname)
De Surinaamse Amnestiewet is de naam van een wet die aanvankelijk in 1980 werd afgekondigd en in 1992 opnieuw (met een herziening in 2012). De wetten waren bedoeld om amnestie te verlenen aan plegers van bepaalde daden uit de Binnenlandse Oorlog evenals misdaden die waren gepleegd door het militaire regime. In het laatste geval kon dat niet meer voor lopende rechtszaken. De wetten zijn in de jaren 2020 door het Constitutionele Hof nietig verklaard.

## Amnestiewet 1980
Op 2 april 1980 werd een Amnestiewet in de Staten van Suriname in stemming gebracht. Deze hadden op dat moment hun macht nog niet overgedragen aan de regering. Het idee voor de wet kwam niet van de militairen. De Nationale Militaire Raad beschouwde hem zelfs als een belediging. President Johan Ferrier had deze in het vooruitzicht gesteld zodat zo voorkomen zou worden dat de militairen konden worden berecht voor hun daden tijdens de Sergeantencoup.
Terwijl premier Henk Chin A Sen de stemming als een formaliteit had af willen werken, lieten de Statenleden hem eerst een half uur wachten. Vervolgens hielden de fractievoorzitters Jagernath Lachmon (Vooruitstrevende Hervormings Partij) en Rufus Nooitmeer (NPK) tegen de afspraak in lange speeches om de zittingsduur op te rekken. Voor sergeant Laurens Neede, de beoogde onderminister van Politie die nog steeds niet beëdigd was, was het geduld op. In overleg met Michel van Rey, de beoogde minister van Leger en Politie, stuurde hij zeven militairen met UZI's de Statenzaal in. Onder deze druk werd de Amnestiewet in stemming gebracht en bijna unaniem aangenomen, op een tegenstem van Henk Herrenberg na. Fedor Rudi Bottse beklaagde zich tijdens de rondvraag over de aanwezigheid van militairen in zijn huis. Hierop viel Chin A Sen hem in de rede niet langer tijd te hebben vanwege dringende zaken elders.

## Amnestiewet 1989
De Amnestiewet 1989, die in 1992 van kracht werd, verleende amnestie voor circa twintig strafbare feiten uit het Surinaamse Wetboek van Strafrecht die gepleegd werden tussen 1 januari 1985 en 19 augustus 1992. Misdaden tegen de menselijkheid vielen er niet onder. Dat was de periode van de Binnenlandse Oorlog tussen het Nationaal Leger onder leiding van Desi Bouterse en het Junglecommando van Ronnie Brunswijk.
De Amnestiewet van 1989 werd in 2023 nietig verklaard. Het Constitutionele Hof oordeelde dat deze in strijd is met de Grondwet van Suriname, het Amerikaans Verdrag voor de Mensenrechten en het Internationaal verdrag inzake burgerrechten en politieke rechten.

## Verruiming van de wet in 2012
Op 19 maart 2012 werd door de parlementariërs Melvin Bouva (MC), Rashied Doekhi (MC), André Misiekaba (MC), Anton Paal (MC), Ricardo Panka (MC) en Ronny Tamsiran (PL) een wetsvoorstel voor amnestie voor de Decembermoorden ingediend. De amnestiewet zou betekenen dat het Decembermoordenproces zou worden gestaakt; de amnestiewet was ingediend met het oogmerk de verdachten van de Decembermoorden te vrijwaren van strafrechtelijke vervolging.
Vanuit de maatschappij kwamen felle reactie tegen de verruiming van de wet. Vooral het tijdstip waarop de wet werd aangenomen – een week voordat de auditeur militair zijn strafeis zou formuleren tegen hoofdverdachte Bouterse – zorgde voor heel wat hoogopgelopen emoties. In De Nationale Assemblée (het Surinaams parlement) werd bij de behandeling van de wet meerdere keren betoogd dat het aannemen van een amnestiewet in strijd zou zijn met de Surinaamse grondwet die inmenging inzake een lopende rechtszaak uitdrukkelijk verbiedt, en tevens in strijd zou zijn met het Verdrag van San José waar Suriname sinds 12 november 1987 partij bij is. Ook werd constant verwezen naar een internationale wet die duidelijk aangeeft dat mensenrechtenschendingen niet in aanmerking kunnen komen voor amnestie. De Decembermoorden werden door de Inter-Amerikaanse Commissie voor de Rechten van de Mens (IACHR) aangemerkt als mensenrechtenschendingen.
Ondanks de kritiek werd op 4 april 2012, na drie dagen van heftig en emotioneel debat de amnestiewet aangenomen met 28 stemmen voor en 12 tegen. Ook parlementsvoorzitter Jennifer Simons stemde voor het wetsvoorstel. Alle aanwezige oppositieleden stemden tegen. Nieuw Suriname en Broederschap en Eenheid in de Politiek (BEP), beide coalitiepartijen van Bouterse, verlieten tijdens de stemming de zaal omdat zij "niet wilden meewerken aan een wet waar een groot deel van de Surinaamse samenleving bezwaar tegen heeft". Omdat president Bouterse zich in Guyana bevond, werd de nieuwe wet door vicepresident Robert Ameerali ondertekend en bekrachtigd.
In de memorie van toelichting op de amnestiewet staat dat amnestie voor de Decembermoorden nodig is 'om te zorgen voor maatschappelijke rust in Suriname en om de ontwikkeling van Suriname te accelereren'. Volgens Ronnie Brunswijk werd amnestie echter verleend om te voorkomen dat president Bouterse veroordeeld zou worden in het Decembermoordenproces. Ook zei parlementslid André Misiekaba, partijgenoot van Bouterse, enkele minuten voordat werd overgegaan tot de stemming van de amnestiewet dat het strafproces een politiek proces is waarbij getracht werd Bouterse politiek te vonnissen.
President Bouterse reageerde vanuit Guyana op de aanname van de wet door te zeggen: "Deze wet is bedoeld om de hele natie te genezen, niet slechts een deel ervan". Volgens Bouterse was de amnestiewet een "nieuw begin" voor Suriname.
Op 5 mei 2012 hielden de coalitiepartijen een zogenoemde Mega Manifestatie op het Onafhankelijkheidsplein in Paramaribo. Hier spraken president Desi Bouterse, de politici Ronnie Brunswijk en Paul Somohardjo, parlementsvoorzitter Jennifer Simons, presidentieel geestelijk adviseur Steve Meye en enkele andere personen. Meye noemde hen die tegen de wijzigingen in de Amnestiewet zijn en niet willen vergeven "staatsvijanden", omdat zij het "hoger doel van één volk en één natie" in de weg stonden. Bouterse gaf aan goed naar zijn geestelijk adviseur te hebben geluisterd en stelde dat dezelfde groep "misdadig" bezig was. Na een week nam Meye, onder druk, de term 'staatsvijanden' weer terug.

### Uitslag 4 april 2012
| Voor: 28                  | Voor: 28 | Tegen: 12                | Tegen: 12 | Afwezig: 11        | Afwezig: 11 |
| Naam                      | Partij   | Naam                     | Partij    | Naam               | Partij      |
| ------------------------- | -------- | ------------------------ | --------- | ------------------ | ----------- |
| Jennifer Geerlings-Simons | MC/NDP   | Chan Santokhi            | NF/VHP    | Marinus Bee        | AC/ABOP     |
| Charles Pahlad            | MC/NDP   | Ganeshkoemar Kandhai     | NF/VHP    | Waldie Ajaiso      | AC/BEP      |
| André Misiekaba           | MC/NDP   | Sheilendra Girjasing     | NF/VHP    | Diana Pokie        | AC/BEP      |
| Rabin Parmessar           | MC/NDP   | Lekhram Soerdjan         | NF/VHP    | Ronny Asabina      | AC/BEP      |
| Lesley Artist             | MC/NDP   | Mahinder Jogi            | NF/VHP    | Rudolf Zeeman      | AC/BEP      |
| Theo Vishnudatt           | MC/NDP   | Radjkoemar Randjietsingh | NF/VHP    | Harish Monorath    | AC/NS       |
| Rashied Doekhi            | MC/NDP   | Asis Gajadien            | NF/VHP    | Prem Lachman       | AC/NS       |
| Frits Moesafirhoesein     | MC/NDP   | Ronald Venetiaan         | NF/NPS    | Noreen Cheung      | MC/NDP      |
| Melvin Bouva              | MC/NDP   | Ruth Wijdenbosch         | NF/NPS    | Arthur Tjin-A-Tsoi | NF/NPS      |
| Jenny Warsodikromo        | MC/NDP   | Patrick Kensenhuis       | NF/NPS    | Mahinder Rathipal  | NF/VHP      |
| Hugo Jabini               | MC/NDP   | Guno Castelen            | NF/SPA    | Carl Breeveld      | DOE         |
| Ricardo Panka             | MC/NDP   | Winston Jessurun         | NF/DA'91  |                    |             |
| Ramses Kajoeramari:       | MC/NDP   |                          |           |                    |             |
| Remie Tarnadi             | MC/NDP   |                          |           |                    |             |
| Amzad Abdoel              | MC/NDP   |                          |           |                    |             |
| Frederik Finisie          | MC/NDP   |                          |           |                    |             |
| Ronnie Brunswijk          | AC/ABOP  |                          |           |                    |             |
| Walter Bonjaski           | AC/ABOP  |                          |           |                    |             |
| Paul Somohardjo           | PL       |                          |           |                    |             |
| Martha Djojoseparto       | PL       |                          |           |                    |             |
| Hendrik Sakimin           | PL       |                          |           |                    |             |
| Soetimin Marsidih         | PL       |                          |           |                    |             |
| Ronny Tamsiran            | PL       |                          |           |                    |             |
| Diepak Chitan             | PL       |                          |           |                    |             |
| Anton Paal                | AC/PALU  |                          |           |                    |             |
| Henk Ramnandanlal         | AC/PALU  |                          |           |                    |             |
| Refano Wongsoredjo        | AC/KTPI  |                          |           |                    |             |
| Oesman Wangsabesari       | AC/KTPI  |                          |           |                    |             |

### Reactie van Nederland op de amnestiewet
Als reactie op aanname van de wet liet de Nederlandse minister van Buitenlandse Zaken, Uri Rosenthal, de volgende dag de Nederlandse ambassadeur Aart Jacobi uit Suriname terughalen. Rosenthal zei tegenover persbureau Novum dat hij het 'diep teleurstellend' vond dat het parlement in Suriname de omstreden amnestiewet had aangenomen. "Mijn eerste gedachten gaan uit naar de nabestaanden van de Decembermoorden, voor wie dit een zware slag moet zijn", zei Rosenthal.
De PVV wilde een internationaal reisverbod voor de 28 parlementsleden die voor de amnestiewet gestemd hebben. PVV-Kamerlid Louis Bontes zei dat de "28 ja-knikkers van Bouterse" lak hebben aan de open wonden van de nabestaanden en slachtoffers. Ook wilde de PVV dat de Surinaamse zaakgelastigde Chantal Doekhi, dochter van Rashied Doekhi, per direct Nederland werd uitgezet. De derde eis van de PVV was dat ambassadeur Jacobi niet zou terugkeren naar Suriname zolang Bouterse daar president was. Rosenthal ging niet mee met deze wensen van de PVV, maar hij liet wel de overdracht van circa 20 miljoen euro ontwikkelingshulp aan Suriname opschorten. VVD en PvdA vonden dit niet genoeg en zij pleitten voor economische sancties. De Nederlandse premier Mark Rutte noemde de amnestiewet 'onverteerbaar' en zei dat 'Suriname het zou merken dat het dit besluit heeft genomen'.
Als reactie op het opschorten van de 20 miljoen euro ontwikkelingshulp zei Bouterse in een persconferentie op 20 april 2012: "Twintig miljoen euro, ik heb je geen twintig miljoen euro gevraagd. We hebben een economische reserve van bijna achthonderd miljoen dollar." Bouterse noemde de sancties een 'zware lobby vanuit de Noordzee'.
Op 24 juni 2012 besloot minister Rosenthal tot een inreisverbod voor de vijfentwintig verdachten in het Decembermoordenproces. Volgens de minister zou de reisbeperking zich ook uitstrekken tot de andere lidstaten van de Europese Unie. Rosenthal schreef ook een brief naar de Tweede Kamer waarin hij aangaf dat het altijd nog kan dat een bepaalde EU-staat toch een visum verleent, maar dan met territoriale beperkingen. Dit zou het geval moeten zijn met Harvey Naarendorp, de Surinaamse ambassadeur in Frankrijk die ook verdachte in het Decembermoordenproces was. Dit zou dan betekenen dat Naarendorp zich alleen in Frankrijk vrij zou kunnen bewegen.
De kritiek op de omstreden amnestiewet kwam echter niet alleen vanuit Nederland. Ook de ambassadeurs van de Verenigde Staten, Canada, het Verenigd Koninkrijk en Brazilië uitten bij de Surinaamse minister van Buitenlandse Zaken, Winston Lackin, hun bezorgdheid over de amnestiewet. Vooral John Nay, ambassadeur van de VS, benadrukte dat "gerechtelijke procedures vrij moeten zijn van politieke inmenging" en dat "er in ieder land verantwoordelijkheid moet zijn voor mensenrechtenschendingen uit het verleden ongeacht wie de daders of vermeende daders zijn".

### Reactie van internationale organisaties
Ook de Verenigde Naties, Amnesty International, Human Rights Watch, Verslaggevers Zonder Grenzen, Allied Collective en het Inter-Amerikaans Hof voor de Mensenrechten veroordeelden de amnestiewet. Human Rights Watch vroeg in een verklaring uitgebracht op 19 april 2012 zelfs om onmiddellijke intrekking van de amnestiewet.

### Ongeldigverklaring amnestiewet door de Krijgsraad
Op 9 juni 2016 bepaalde de Krijgsraad dat de amnestiewet ongeldig was, en dat het proces tegen de verdachten door zou moeten gaan. Als hoofdargument werd aangevoerd dat de wet tijdens een lopend proces was aangenomen. Deze had getoetst moeten worden door een constitutioneel hof. Kort hierop ging Bouterse wat werd genoemd 'constitutionele gesprekken' aan met rechters en werden leger en politie geïnformeerd over de 'constitutionele crisis' waarin het land zich zou bevinden als gevolg van de uitspraak. Parlementsvoorzitter Jennifer Simons was het met haar partijgenoot Bouterse eens. Critici, waaronder de Surinaamse Orde van Advocaten (SOVA), zagen de gesprekken echter als een aantasting van de scheiding der machten. Ook in het parlement stelde Bouterse de 'constitutionele crisis' aan de orde. Als gevolg van de acties van de president, die zich beriep op artikel 148 van de grondwet van Suriname, waarin de regering/de president de bevoegdheid krijgt om in gevallen waarin de staatsveiligheid in het geding is de procureur-generaal bevelen te geven met betrekking tot de vervolging, vroeg aanklager Roy Elgin op 30 juni aan de Krijgsraad om het proces te stoppen. Deze gaf daarop te kennen het proces te verdagen naar 5 augustus datzelfde jaar. Op die dag bepaalde de rechter dat de behandeling opnieuw zou worden uitgesteld, ditmaal tot 30 november van dat jaar. Op 30 november werd de behandeling wederom uitgesteld, nu naar 30 januari 2017. Dit vanwege ziekte van rechtbankpresident Cynthia Valstein-Montnor.
Op die 30e januari bepaalde de Krijgsraad dat de rechtszaak tegen Bouterse en zijn medeverdachten door moest gaan. De rechtbank stelde vast dat Bouterse ten onrechte had ingegrepen in het proces en geen beroep meer kon doen op het genoemde grondwetsartikel. Op 9 februari zou de strafeis worden uitgesproken, maar deze zitting werd verdaagd, omdat het Openbaar Ministerie hoger beroep had aangetekend tegen het besluit van de Krijgsraad. Op 11 mei 2017 verklaarde het Hof van Justitie het hoger beroep ongegrond, waarmee voor de Krijgsraad de weg vrij was om het strafproces te vervolgen. Op 20 december 2023 werd hoofdverdachte Desi Bouterse definitief veroordeeld tot 20 jaar gevangenisstraf. De vier militairen Ernst Geffery, Iwan Dijksteel, Benny Brondenstein en Stephanus Dendoe kregen vijftien jaar opgelegd.

### Intrekking
Na het vonnis van het Constitutioneel Hof, dat de verruiming van de Amnestiewet van 5 april 2012 strijdig is met internationale verdragen die Suriname heeft getekend, trok De Nationale Assemblée de wet van 2012 op 27 augustus 2021 in, met 32 stemmen vóór en 12 tegen.